# Alexandru Nilca
Alexandru Nilca (Târgu Mureș, 6 de noviembre de 1945) es un deportista rumano que compitió en esgrima, especialista en la modalidad de sable.
Participó en dos Juegos Olímpicos de Verano en los años 1976 y 1980, obteniendo una medalla de bronce en Montreal 1976 en la prueba por equipos. Ganó dos medallas de plata en el Campeonato Mundial de Esgrima en los años 1974 y 1977.

## Palmarés internacional
| Juegos Olímpicos   | Juegos Olímpicos         | Juegos Olímpicos  | Juegos Olímpicos  |
| Año                | Lugar                    | Medalla           | Prueba            |
| ------------------ | ------------------------ | ----------------- | ----------------- |
| 1976               | Montreal (Canadá)        | Medalla de bronce | Sable por equipos |
| Campeonato Mundial |                          |                   |                   |
| Año                | Lugar                    | Medalla           | Prueba            |
| 1974               | Grenoble (Francia)       | Medalla de plata  | Sable por equipos |
| 1977               | Buenos Aires (Argentina) | Medalla de plata  | Sable por equipos |